# Løgneren (film)
Løgneren er en dansk dramafilm fra 1970, skrevet og instrueret af Knud Leif Thomsen efter Martin A. Hansens roman af samme navn.

## Medvirkende
- Frits Helmuth
- Ann-Mari Max Hansen
- Vigga Bro
- Ole Wisborg
- Niels Hinrichsen
- Pouel Kern
- Kirsten Rolffes
- Benny Hansen
- Ingolf David
- Annemette Svendsen
- Daimi Gentle
- Erik Wedersøe